# Misumenoides paucispinosus
Misumenoides paucispinosus es una especie de araña del género Misumenoides, familia Thomisidae.

## Distribución
Esta especie se encuentra en Brasil y Guyana.